# Gaston-Armand Amaudruz
Pour les articles homonymes, voir Amaudruz.
Gaston-Armand Amaudruz, dit Guy Amaudruz, est un militant néonazi et négationniste suisse né le 21 décembre 1920 à Lausanne et mort le 7 septembre 2018.

## Biographie
Gaston-Armand Amaudruz a été en premier un militant de la Fédération fasciste suisse, le mouvement d'Arthur Fonjallaz[réf. nécessaire]. En 1941, il est un des cofondateurs du groupuscule Mouvement Eurafrique, qui milite pour l'instauration d'un État unique recouvrant l'Europe, l'Afrique et le Moyen-Orient. Le caractère pronazi du mouvement lui vaut l'interdiction de la publication de son manifeste rédigé par Amaudruz. Celui-ci commence à être connu du grand public en 1949 en publiant l'ouvrage Ubu Justicier au premier procès de Nuremberg, qui met en cause l'existence du génocide juif pendant la Seconde Guerre mondiale.
Il participe brièvement aux travaux du Mouvement social européen, qui affirme le principe fondamental de l'indépendance et de l'unité européennes contre les États-Unis et le bloc communiste. Mais il fait partie des militants qui jugent le MSE trop timide sur les questions raciales et quitte le mouvement. Avec notamment René Binet et Erwin Vollenweider, il fonde alors, en septembre 1951 à Zurich, une nouvelle organisation nationaliste européenne, ouvertement racialiste, le Nouvel ordre européen (NOE).
En octobre 1951, il fonde à Berne, avec Erwin Vollenweider, le Volkspartei der Schweiz (Parti Populaire suisse). Il quitte le PPS en 1956.
Depuis 1946, il édite la revue le Courrier du continent, qui devient, à partir de 1951, l'organe principal du NOE.
Durant les années 1960, il publie des ouvrages sur la doctrine dite du « social-racisme » (inspirée des essais de René Binet et de la « biopolitique » de l'ancien Waffen-SS réfugié en Amérique du Sud, Jacques de Mahieu) à Montréal aux Éditions celtiques aux côtés du Canadien Jacques Baugé-Prévost, un « naturopathe » auteur d'essais de politique racialiste.
En 1969, il fonde avec Jacques de Mahieu l'« Institut supérieur des sciences psychosomatiques, biologiques et raciales du Québec ».
Selon Jean-Yves Camus « Stefano Delle Chiaie, un des protagonistes majeurs du terrorisme italien néofasciste des années 70, avait été, lors d’une de ses cavales, hébergé chez » Amaudruz.
En 1982, il est l'un des créateurs de la « Coordination nationale », une sorte d'association faîtière qui tente d'établir des connexions entre les différents groupes et organisations d'extrême droite en Suisse,, et organise trois à quatre fois par année des réunions.
À la fin des années 1980 et au cours des années 1990, il organise régulièrement à son domicile des soirées de formation idéologique, notamment à l'intention des skinheads vaudois.
En 2000, à la suite de la publication d'articles antisémites et négationnistes dans le Courrier du continent, Amaudruz est « reconnu coupable de propagande raciste et de déni de la Shoah » et condamné à un an de prison ferme. Il est condamné pour une troisième fois en 2002. En dernier, il est entré en prison le 16 janvier 2003 et en serait sorti le 13 avril 2003.
En 2013, il reste la référence idéologique de l'Action européenne, un réseau successeur du Nouvel ordre européen.
Il décède en maison de retraite le 7 septembre 2018, à l'âge de 97 ans.

## Littérature
Suivant Claude Cantini, le personnage Georges Mollendruz, figure du roman L'Ogre de l'écrivain suisse romand Jacques Chessex, est très largement inspiré par Amaudruz. Le roman, paru en 1973, a été le premier lauréat suisse du prix Goncourt.

## Publications
- Ubu justicier au premier procès de Nuremberg (préface P. Hofstetter), Paris, Ch. de Jonquières, 1949. Nouvelle édition et préface, Akribeia, 2008, 120 p.  (ISBN 978-2-91361-232-7)
- Nous autres racistes : le manifeste social-raciste, Montréal-Lausanne, Éditions Celtiques, « Institut supérieur des sciences psychosomatiques, biologiques et raciales », 1971 ; rééd. 1988
- Les peuples blancs survivront-ils ? Les travaux du Nouvel ordre européen de 1967 à 1985, Montréal-Lausanne, Éditions Celtiques, « Institut supérieur des sciences psychosomatiques, biologiques et raciales », 1987, 133 p.
- Comment surmonter la décadence, Lausanne, Courrier du Continent, 1998, 41 p. (OCLC 717895758).
- Le peuple russe et la défense de la race blanche, 2000
- Réflexions d'un détenu, Lausanne, Courrier du Continent, 2003, 16 p. (OCLC 85377407).
- Nietzsche et le nihilisme européen, Diffusion du Lore, 2013, 29 p.  (ISBN 978-2-35352-037-4)

### Préfaces
- « Préface » à René Binet, Contribution à une éthique raciste, Montréal-Lausanne, Éditions celtiques, 1975
- « Préface » à René Binet, Socialisme national contre marxisme, Montréal-Lausanne, Éditions Celtiques, « Institut supérieur des sciences psychosomatiques, biologiques et raciales », 1978